# Jurques
Jurques est une ancienne commune française, située dans le Bocage virois, dans le département du Calvados en région Normandie, devenue le 1er janvier 2017 une commune déléguée au sein de la commune nouvelle de Dialan sur Chaîne.
Elle est peuplée de 665 habitants.

## Géographie
La commune est dans le Pré-Bocage, au nord du Bocage virois. L'atlas de paysages de la Basse-Normandie place le sud de la commune au nord de l'unité du synclinal bocain caractérisée par « une alternance de lambeaux boisés sur les crêtes et de paysages semi-ouverts ». Une moindre partie, au nord, est classée au sud-est de l'unité du Bocage en tableaux caractérisée par « une série de vallées parallèles sud-ouest/nord-est » aux « amples tableaux paysagers ». Son bourg est à 9 km à l'ouest d'Aunay-sur-Odon, à 10 km au sud-ouest de Villers-Bocage et à 25 km au nord-est de Vire
Le territoire est traversé par la route départementale no 577 (ancienne route nationale 177) menant à l'échangeur 42 de l'autoroute A84 à Coulvain au nord — à 4 km — vers Caen et à Vire au sud-ouest. Au nord, elle croise la D 54 qui relie Cahagnes au nord à Aunay-sur-Odon à l'est. Le bourg, évité par le sud-est par le nouveau tracé de la D 577, y est relié par la D 291 qui mène à La Bigne et Ondefontaine au sud-est et à Saint-Pierre-du-Fresne au nord-ouest . La D 107 traverse également le nord du territoire permettant de joindre Saint-Pierre-du-Fresne à la D 54 vers Aunay-sur-Odon.
Jurques est sur la ligne de partage des eaux entre les bassins de la Seulles et de l'Orne, fleuves côtiers. La Seulles prend sa source au lieu-dit le Bois de Homme puis délimite le territoire au nord-ouest. Son bassin occupe la moitié nord du territoire où elle reçoit les eaux de quelques très courts affluents. Le bassin de l'Odon, affluent de l'Orne, est au sud du territoire qu'il limite au sud-est. Quelques affluents, très courts également, dont le ruisseau de la Chaîne qui marque la limite sud, grossissent son cours.

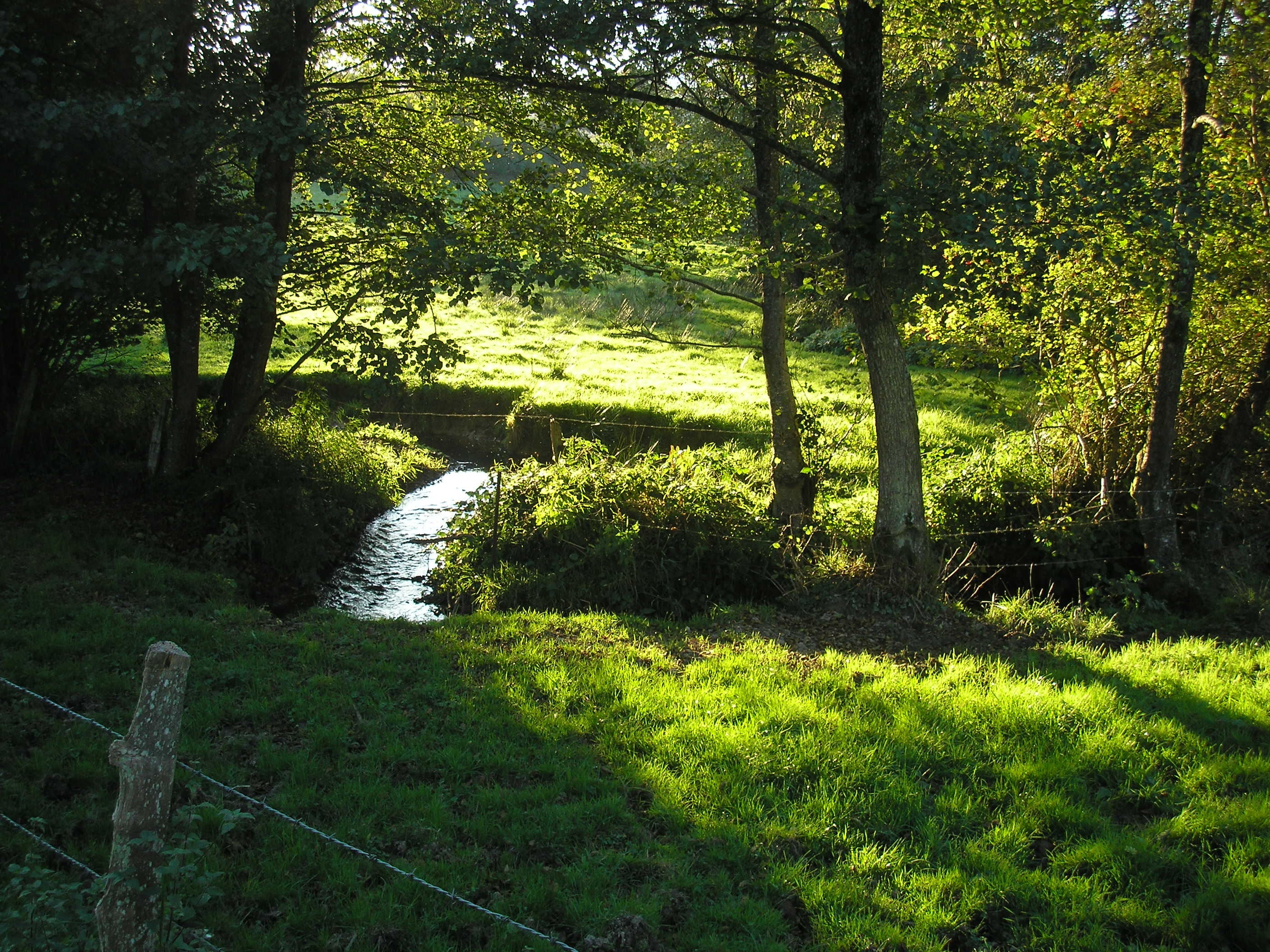
L'Odon en limite sud-est.

Le point culminant (351 m) se situe en limite ouest, près du zoo, sur la pente du Haut Bosq qui atteint 351 m sur la commune de Brémoy voisine. Le point le plus bas (139 m) correspond à la sortie de la Seulles du territoire, au nord. La commune est bocagère.
Le climat est océanique, comme dans tout l'Ouest de la France. La station météorologique la plus proche est Caen-Carpiquet, à 29 km. Le Pré-Bocage s'en différencie toutefois pour la pluviométrie annuelle qui, à Jurques, avoisine les 1 000 mm.
| Saint-Pierre-du-Fresne                                               | Cahagnes         | Seulline (comm. dél. de Coulvain)                        |
| Souleuvre en Bocage (comm. dél. de Saint-Martin-des-Besaces), Brémoy | Jurques          | Seulline (comm. dél. de Saint-Georges-d'Aunay), La Bigne |
| Brémoy                                                               | Le Mesnil-Auzouf | Ondefontaine                                             |

## Toponymie
Les formes Jurches et Jorkes sont respectivement attestées en 1035 et 1250.
L'origine du toponyme semble obscure. Albert Dauzat et Charles Rostaing émettent l'hypothèse d'un anthroponyme gaulois, Jurca. Selon d'autres hypothèses, le nom Jorkes serait à l'origine du toponyme de la ville anglaise York et a fortiori de l'américaine New-York.
Le gentilé est  Jurquois.

## Histoire
L'histoire de Jurques est en partie liée à la présence de minerai de fer, notamment à l'emplacement actuel du parc zoologique. Une concession est accordée en 1895, motivant la construction d'une petite cité ouvrière à proximité de la mine et du bourg. L'extraction durera jusqu'en 1940. En 1914 la production atteint 49 000 tonnes envoyées en Angleterre ou en Allemagne.
Le 1er juin 1891, la ligne de chemin de fer Caen - Aunay-Saint-Georges fut prolongée jusqu'à la gare de Vire en passant par Jurques. La gare de Jurques était connectée à la mine par une voie étroite (60 cm) de trois kilomètres. Le transport des voyageurs sur la ligne Caen - Vire fut interrompu le 1er mars 1938. Le transport de marchandises fut par la suite limité à Jurques, puis définitivement suspendu. La ligne a alors été déclassée et déferrée.

## Politique et administration
| Période                                  | Période       | Identité         | Étiquette | Qualité                                                          |
| ---------------------------------------- | ------------- | ---------------- | --------- | ---------------------------------------------------------------- |
| Les données manquantes sont à compléter. |               |                  |           |                                                                  |
|                                          |               |                  |           |                                                                  |
| 1947                                     | 1963          | Adrien Geneviève |           | Maire de la Reconstruction du bourg                              |
|                                          |               |                  |           |                                                                  |
| 1995                                     | mars 2008     | Hélène Farcy     | SE        | Retraitée (agriculture)                                          |
| mars 2008                                | avril 2014    | André Philippine | SE        | Retraité (cadre)                                                 |
| avril 2014                               | décembre 2016 | Jean-Yves Brécin | SE        | Inspecteur des sites à la Direction régionale de l'environnement |

## Démographie
L'évolution du nombre d'habitants est connue à travers les recensements de la population effectués dans la commune depuis 1793. À partir du 1er janvier 2009, les populations légales des communes sont publiées annuellement dans le cadre d'un recensement qui repose désormais sur une collecte d'information annuelle, concernant successivement tous les territoires communaux au cours d'une période de cinq ans. 
Pour les communes de moins de 10 000 habitants, une enquête de recensement portant sur toute la population est réalisée tous les cinq ans, les populations légales des années intermédiaires étant quant à elles estimées par interpolation ou extrapolation. Pour la commune, le premier recensement exhaustif entrant dans le cadre du nouveau dispositif a été réalisé en 2004,.
En 2021, la commune comptait 665 habitants, en évolution de −3,9 % par rapport à 2015 (Calvados : +1,58 %, France hors Mayotte : +2,49 %).
Jurques a compté jusqu'à 949 habitants en 1806.
| 1793 | 1800 | 1806 | 1821 | 1831 | 1836 | 1841 | 1846 | 1851 |
| ---- | ---- | ---- | ---- | ---- | ---- | ---- | ---- | ---- |
| 663  | 894  | 949  | 770  | 905  | 857  | 888  | 822  | 838  |

| 1856 | 1861 | 1866 | 1872 | 1876 | 1881 | 1886 | 1891 | 1896 |
| ---- | ---- | ---- | ---- | ---- | ---- | ---- | ---- | ---- |
| 824  | 821  | 784  | 752  | 734  | 660  | 663  | 835  | 616  |

| 1901 | 1906 | 1911 | 1921 | 1926 | 1931 | 1936 | 1946 | 1954 |
| ---- | ---- | ---- | ---- | ---- | ---- | ---- | ---- | ---- |
| 656  | 637  | 753  | 637  | 641  | 617  | 621  | 588  | 616  |

| 1962 | 1968 | 1975 | 1982 | 1990 | 1999 | 2004 | 2009 | 2014 |
| ---- | ---- | ---- | ---- | ---- | ---- | ---- | ---- | ---- |
| 625  | 581  | 536  | 475  | 522  | 559  | 599  | 653  | 694  |

| 2018 | - | - | - | - | - | - | - | - |
| ---- | - | - | - | - | - | - | - | - |
| 692  | - | - | - | - | - | - | - | - |

## Lieux et monuments

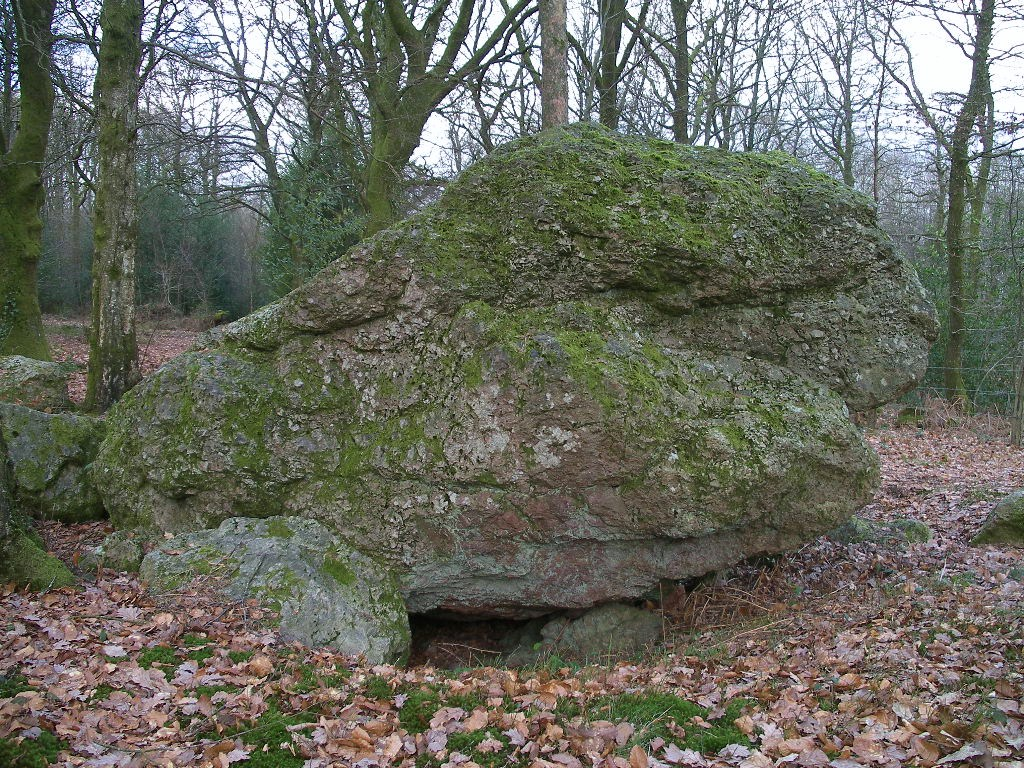
La Pierre Dialan.

- L'église Notre-Dame (reconstruction). Elle abrite deux dessins projets de vitrail et un vitrail classés au titre objets monuments historiques[21],[22],[23]
- Le dolmen de la Pierre Dialan, classé monument historique[24].

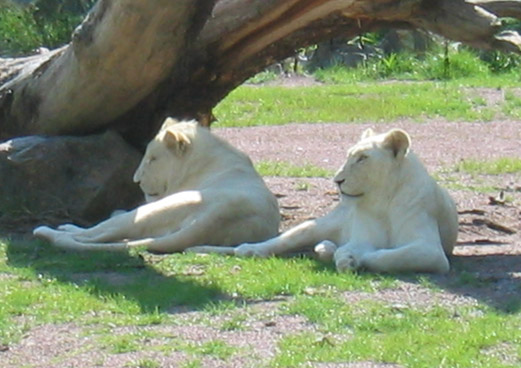
Deux lions blancs vivant au zoo de Jurques.

- Le zoo.

Spécialisé dans les félins, le parc zoologique de Jurques est situé à 40 km au sud-ouest de Caen. Il a vu naître une centaine de félins depuis sa création, dont, à trois reprises, les rares lionceaux blancs.